# پیماریک اسید
پیماریک اسید (به انگلیسی: Pimaric acid) با فرمول شیمیایی C۲۰H۳۰O۲ یک ترکیب شیمیایی با شناسه پاب‌کم ۲۲۰۳۳۸ است. که جرم مولی آن ۳۰۲٫۴۵۱ g/mol می‌باشد. 